# Dubravica (Neum, BiH)
Dubravica je naseljeno mjesto u općini Neum, Federacija BiH, BiH.

## Povijest
Selo se spominje u izvještaju splitskoga dominikanca Danijela iz 1589. pod nazivom Dubraviza. Selo se nazivalo i Udbinom.

## Stanovništvo

### 1991.
Nacionalni sastav stanovništva 1991. godine, bio je sljedeći:
ukupno: 67
- Hrvati - 66
- ostali, neopredijeljeni i nepoznato - 1

### 2013.
Nacionalni sastav stanovništva 2013. godine, bio je sljedeći:
ukupno: 63
- Hrvati - 63

## Znamenitosti
- nekropola stećaka na lokalitetu Crkvina[5]

### Članci
- Vidović, Domagoj. 2009. Gradačka toponimija. Folia onomastica Croatica. Zavod za lingvistička istraživanja HAZU. Zagreb.  (18): 171–221

## Vanjske poveznice
- Satelitska snimka  Arhivirana inačica izvorne stranice od 28. rujna 2020. (Wayback Machine)